# Hiton
Hiton (grško χιτών, hitōn) je bil oblačilo v antični Grčiji, ki sta ga nosila oba spola, še posebej moški. Ženski peplos je bil na ramenih spet s fibulo, hiton pa je bil sešit.
Sprva so poznali dorski hiton, pozneje pa še jonski. Dorski je bil preprostejši, pravokoten kos blaga, ki je naguban padal ob telesu, ni imel rokavov, bil je preprosto pripet, sešit, zapet z zaponkami na obeh ramenih ali samo na levem. Jonski je bil izdelan iz veliko širšega kosa tkanine in je bil pritrjen, prišit ali zapet vse od vratu do zapestij, odvečna tkanina se je nabrala v pasu ali pa pod njim. Najprej je bil volnen, kasneje bombažen ali svilen neukrojen kos blaga. Čezenj so si ogrnili himation. V poznem arhaičnem obdobju so postali pogostejši jonski hitoni, zlasti pri moških.

## Zgodovina in uporaba
Dorski hiton je imel obliko enotnega pravokotnika iz volnenega ali platnenega blaga. Lahko se je nosil samostojno ali je bil ogrnjen s apoptigmo, kar je bilo pogosteje pri ženskah. Lahko je bil naguban ali ne, na rami je bil lahko zapet s fibulami, zašit ali z gumbi.  Jonski hiton je bil prav tako lahko izdelan iz platna ali volne in je bil brez gub, od vratu do zapestja ga je držalo nekaj majhnih zatičev. Velik pas, ki se je imenoval zoster, bi se lahko nosil nad hitonom, po navadi pod prsmi ali okoli pasu ali pa bi se lahko uporabljal ožji pas. Oblačilo je blo daljše od osebe, zato je bila čez pas potegnjena čezmerna tkanina kot bluza.
Poznali so tudi dvojni pas. Hiton so večkrat oblekli v kombinaciji s težjim himationom nad njim, ki je imel vlogo plašča. Ko se je uporabljal sam (brez himationa), se je imenoval monohiton. Dolg hiton, ki je dosegel pete, se je imenoval hiton poderes, daljši, ki se je vlekel po tleh, pa hiton sirtos ali elkehitōn (grško ἐλκεχιτώνες) (dobesedno, hiton, ki se vleče po tleh) . Ženski hiton je bil vedno dolg do gležnja. V arhaičnem obdobju so moški nosili dolg hiton, kasneje do kolena, razen duhovnikov in voznikov voz, pa tudi starejših.
Podobno oblačilo so nosili tudi duhovniki in igralci. Barva ali vzorec sta pogosto označevala status, vendar se je sčasoma spreminjala. Hiton je bil simbol Afrodite, ker je veljal za zelo ženstven, čeprav so ga nosili tudi moški. Dioniz je pogosto upodobljen v hitonu. Nosili so ga tudi Rimljani po 3. stoletju pred našim štetjem, imenovali so ga tunika. Hiton je mogoče videti pri kariatidah na verandi Atenskega Erehtejona. Vanj je oblečen tudi voznik v Delfih (474 pr. n. št.).